# Synedoida
Synedoida är ett släkte av fjärilar. Synedoida ingår i familjen nattflyn.

## Dottertaxa tillSynedoida, i alfabetisk ordning[1]
- Synedoida abrupta
- Synedoida adumbrata
- Synedoida alleni
- Synedoida athabasca
- Synedoida biformata
- Synedoida brunneifasciata
- Synedoida crokeri
- Synedoida decepta
- Synedoida divergens
- Synedoida edwardsii
- Synedoida exquisita
- Synedoida fumosa
- Synedoida garthi
- Synedoida grandirena
- Synedoida heathi
- Synedoida howlandii
- Synedoida hudsonica
- Synedoida inepta
- Synedoida limbolaris
- Synedoida maculosa
- Synedoida marbosa
- Synedoida nichollae
- Synedoida nigromarginata
- Synedoida nubicola
- Synedoida ochracea
- Synedoida pallescens
- Synedoida pedionis
- Synedoida perfecta
- Synedoida perplexa
- Synedoida petricola
- Synedoida pulchra
- Synedoida sabulosa
- Synedoida saxea
- Synedoida scrupulosa
- Synedoida seposita
- Synedoida socia
- Synedoida stretchii
- Synedoida tejonica
- Synedoida tenella
- Synedoida violescens